# Бахмутов, Игорь Анатольевич
Игорь Анатольевич Бахмутов (род. 23 января 1971, Уфа) — советский и российский хоккеист, нападающий. Мастер спорта России международного класса. Российский тренер и функционер.

## Биография
Сын хоккеиста Анатолия Бахмутова, в 1960-х — 1970-х годах игравшего в первой и второй лигах за уфимские «Салават Юлаев» и «Авангард» и СКА Куйбышев. Начинал играть в Орске. В сезоне 1987/88 дебютировал в команде первой лиги «Салават Юлаев». Три сезона играл за «Салават Юлаев» и фарм-клуб «Авангард» из второй лиги. Участвовал в Спартакиаде народов СССР 1990 года под руководством Сергея Николаева, был замечен московским «Динамо», за которое стал выступать с сезона 1991/92. Стал с командой трёхкратным чемпионом России. В сезоне 1997/98 на правах аренды выступал за ЦСКА. За Бахмутовым следили скауты нескольких клубов НХЛ, но в матче с «Крыльями Советов», на который они пришли, он получил тяжёлую травму — полный разрыв крестообразных связок. Позже получил травму другой ноги, попав в аварию с клубным автобусом «Химика». Летом 1997 находился на просмотре в чешском клубе «Ческе-Будеёвице», но контракт не подписал.
Позже играл за клубы «Химик» Воскресенск (1998/99), «Лада» Тольятти (1998/99), «Витязь» Подольск (1999/2000 — 2000/01), «Динамо» Москва (2000/01), СКА Санкт-Петербург (2001/02), «Липецк» (2001/02).
Работал тренером в Федерации хоккея Москвы, менеджером ХК «Капитан» Ступино. Работал заместителем у отца — директора катка и школы «Пингвины», тренер команды 1990 года рождения в сезонах 2004/05 — 2005/06.
Окончил челябинский институт физической культуры, московскую государственную юридическую академию. В 2004 году создал компанию, занимавшуюся агентским бизнесом.
С апреля 2008 года — спортивный директор нижегородского «Торпедо». В сезоне 2013/14 — спортивный директор ХК «Саров».
В марте 2016 года стал первым заместителем генерального директора Ночной хоккейной лиги, через месяц был избран генеральным директором вместо Сергея Макарова. В октябре 2019 его сменил Алексей Касатонов.
Младший брат Григорий в сезонах 1999/2000 — 2000/01 играл за «Динамо-2» и «Витязь-2». В первой половине сезона 2016/17 - заместитель Регионального представителя НХЛ по Москве, а с декабря 2016 года - региональный представитель НХЛ по Москве. С 2016 года - скаут селекционной службы Федерации хоккея России.